# Limba ienișă
Limba ienișă este o limbă vorbită de ieniși, care trăiesc majoritar în Germania, Elveția, Austria și Franța.
În anul 2006 au fost înregistrați aproximativ 16.000 de vorbitori.